# Ranxeria Stewarts Point
La banda Kashia d'indis pomo de la ranxeria Stewarts Point és una tribu reconeguda federalment dels pomo al comtat de Sonoma (Califòrnia). També són coneguts com a pomo kashaya.
La reserva ranxeria Stewarts Point, es troba a Stewarts Point al comtat de Sonoma. Pel 2010 unes 78 persones vivien a la ranxeria Stewarts Point.

## Reserva
La ranxeria Stewarts Point és la reserva de la banda Kashia i es troba a la carretera Skaggs Springs de la comunitat rural de Stewarts Point al nord del comtat de Sonoma. Té una superfície de 40 acres (160.000 metres quadrats) i hi viuen 78 persones. Segons el cens dels Estats Units del 2010 72 dels 78 residents són amerindis dels Estats Units, i els altres tres residents es consideren amerindis i d'una altra raça o ètnia. La reserva té una escola elemental, Kashia Elementary School.
La tribu dirigeix els seus negocis des de Santa Rosa. La comunitat més propera fora de la reserva és Sea Ranch, que es troba al nord-oest de la costa del Pacífic.

## Història i cultura
Els kashaya segueixen vivint a les seves terres ancestrals prop de l'actual Fort Ross. El seu autònim, wina·má· bakʰe yaʔ és traduït com a "persona que pertany a la terra" o "gent de la part superior de la Terra," o "Kashaya" vol dir "jugadors experts."
Quan els russos es van establir a terres kashaya van reclutar la tribu a treballar per a ells, però no perseguiren la tribu ni intentaren convertir-los al cristianisme.
Essie Parrish (1902-1979) fou una important cistellera de la banda Kashia i líder espiritual de la tribu Kashia, es va esforçar per mantenir les tradicions pomo en tot el segle xx. L'actual líder espiritual dels pomo kashaya és Lorin Smith, (1935-). Com a anciana pomo kashaya i dona medicina, Lorin ha donat la benvinguda als no indis per visitar la casa rodona i prendre part en les cerimònies.

## Llengua
La tribu parla tradicionalment el kashaya, també conegut com a pomo del sud-oest. Pertany a la família lingüística hoka del Nord de Califòrnia. Algunes desenes d'ancians parlen l'idioma, i els més joves estan aprenent i tractant de sostenir-lo.